# Plattfot
Plattfot kallas en sänkning av fotvalvet. Den förekommer ofta hos små barn, där den dock så småningom växer bort. 10 % av vuxna har platta fötter, i Östra Asien till och med 50 %. I de flesta fall är plattfotheten inget problem och behöver inga åtgärder. Många toppidrottare och proffsdansare är plattfota. Besvär av plattfot i vuxen ålder kan motverkas eller lindras av så kallade hålfotsinlägg, som individuellt utprovade ger bästa resultat. 
Tillståndet kallas även pes planus och är vanligtvis svårt att förebygga då tillståndet ofta har genetiska orsaker. De flesta individer utvecklar ett normalt fotvalv någon gång mellan 7 och 10 års ålder. Bevisen för att det skulle gå att förebygga plattfot hos barn med flexibel plattfot med hjälp av hålfotsinlägg eller ortopediska korrigeringsskor är inte övertygande.